# Antoni Cejzik
Antoni Cejzik (ur. 15 lipca 1900 w Jelcu, zm. 12 września 1939 k. Zaborowa) – polski lekkoatleta, wieloboista, wielokrotny medalista mistrzostw Polski.

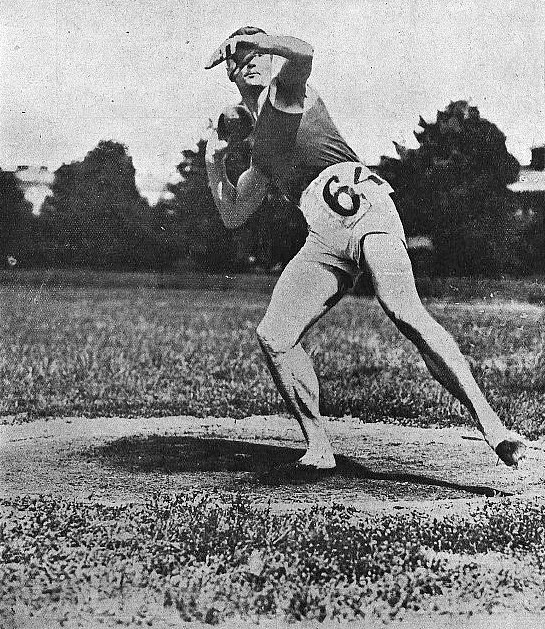
Antoni Cejzik (1925)

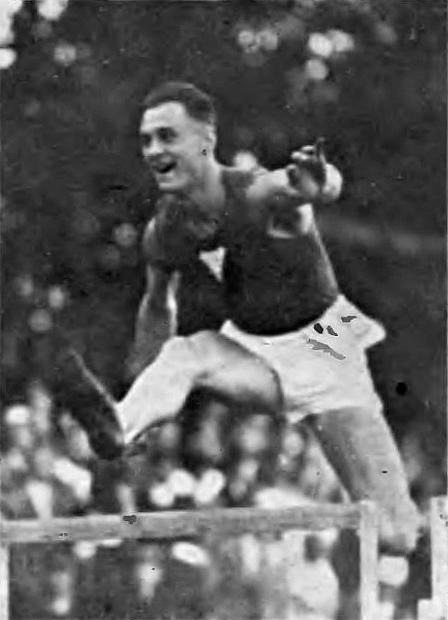
Antoni Cejzik (1927)

## Życiorys
Urodził się 15 lipca 1900 w Jelcu. Był synem Kazimiery i Andrzeja. Wychował się w Moskwie, gdzie ukończył szkołę baletową i pedagogiczną. Zaczął tam uprawiać lekką atletykę. Był absolwentem moskiewskiego Instytutu Kultury Fizycznej. Zdobył osiem tytułów mistrza ZSRR:
- bieg na 400 metrów – 1922
- bieg na 110 metrów przez płotki – 1922 i 1923
- sztafeta 4 × 100 metrów – 1922
- skok wzwyż – 1922
- pchnięcie kulą – 1920 i 1922
- rzut dyskiem – 1922

Był także srebrnym medalistą w biegu na 200 metrów w 1922 i w rzucie dyskiem w 1923.
Wielokrotny rekordzista ZSRR.
W 1924 Cejzik przyjechał do Polski. Startował w barwach Polonii Warszawa. Dwa razy uczestniczył w igrzyskach olimpijskich. W Paryżu w 1924 zajął 11. miejsce w dziesięcioboju, a w Amsterdamie w 1928 18. miejsce w tej samej konkurencji. Dwadzieścia trzy razy ustanawiał rekordy Polski w sztafetach, trójskoku, pchnięciu kulą, rzucie dyskiem, pięcioboju i dziesięcioboju.
Dwadzieścia sześć razy zdobywał mistrzostwo Polski:
- bieg na 110 metrów przez płotki – 1924 i 1925
- sztafeta 4 × 100 metrów – 1925
- sztafeta 4 × 400 metrów – 1929
- skok wzwyż – 1924 i 1925
- trójskok – 1924 i 1925
- pchnięcie kulą – 1924 i 1925
- rzut dyskiem – 1928 i 1930
- rzut młotem – 1924, 1925, 1926, 1928 i 1930
- pięciobój – 1925, 1926, 1927, 1928 i 1929
- Dziesięciobój – 1926, 1927, 1928 i 1929

Trzynaście razy był srebrnym medalistą:
- sztafeta 4 × 100 metrów – 1924 i 1926
- sztafeta 4 × 400 metrów – 1926 i 1928
- trójskok – 1926 i 1929
- pchnięcie kulą – 1928 i 1930
- rzut dyskiem – 1924, 1925, 1926 i 1929
- rzut oszczepem – 1924

Pięć razy zdobywał brązowe medale:
- bieg na 400 metrów przez płotki – 1924
- sztafeta 4 × 100 metrów – 1929
- skok w dal – 1926
- trójskok – 1928
- pchnięcie kulą – 1926

Rekordy życiowe:
- bieg na 200 metrów – 23,2 s
- bieg na 400 metrów – 51,4 s
- bieg na 110 metrów przez płotki – 16,8 s
- bieg na 400 metrów przez płotki – 61,8 s
- skok o tyczce – 3,20 m
- trójskok – 13,58 m
- pchnięcie kulą – 13,08 m
- rzut dyskiem – 43,78 m
- rzut młotem – 34,20 m
- rzut oszczepem – 52,24 m
- pięciobój – 3613,17 pkt
- dziesięciobój – 7233,53 pkt

Trzykrotnie znalazł się wśród laureatów Plebiscytu Przeglądu Sportowego: w 1926 był ósmy, w 1928 siódmy, a w 1929 ósmy. Po zakończeniu kariery zawodnika w 1930 został trenerem lekkoatletycznym.
Jego żona Genowefa była także znaną lekkoatletką, olimpijką.
W czasie kampanii wrześniowej 1939 roku walczył w szeregach 13 pułku piechoty. Poległ 12 września 1939 roku w okolicach Zaborowa. Został pochowany w kwaterze wojennej cmentarza parafialnego w Zaborowie, a następnie ekshumowany i pochowany na cmentarzu parafialnym w Brwinowie.

## Ordery i odznaczenia
- Srebrny Krzyż Zasługi (19 marca 1931)[9]